# Reinier Cornelis Bakhuizen van den Brink

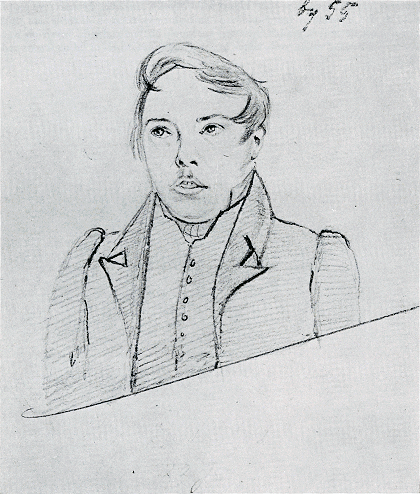
Bakhuizen van den Brink während seiner Studentenzeit in Leiden, ca. 1831

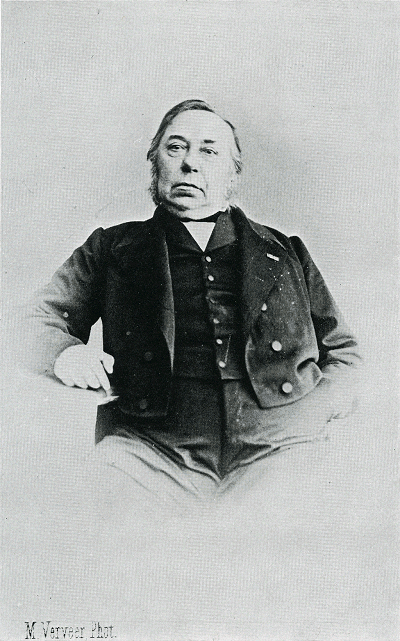
Bakhuizen van den Brink
(Foto von Maurits Verveer)

Reinier Cornelis Bakhuizen van den Brink (geboren am 28. Februar 1810 in Amsterdam; gestorben am 15. Juli 1865 in Den Haag) war in seiner Zeit einer der einflussreichsten Intellektuellen der Niederlande. Als Literaturkritiker, Philosoph und Historiker setzte er sich für eine moderne, liberale Gesellschaft ein, die gekennzeichnet wird durch Demokratie, individuelle Freiheit und Diskurs.

## Leben
Bakhuizen van den Brink wurde am in Amsterdam in der Nähe der Westerkerk geboren. Im elterlichen Haus an der Rozengracht ist die reiche Tradition des Amsterdamer sehr begüterten Bürgertums stark vertreten. Sein Vater war ein Enkel des niederländischen Meer- und Luftmalers Ludolf Bakhuizen van den Brink sowie Inhaber eines blühenden Handelskontors. Seine Mutter war eine fromme und tief gläubige Frau, welche ihrem neugeborenen Kind eine Zukunft als Prediger in der Niederländisch-reformierten Kirche zugedacht hatte.
Bakhuizen van den Brink durchlief das Gymnasium in Amsterdam und studierte Theologie und Philologie in Amsterdam und Leiden.
Er promovierte 1842 an der Universität Leiden mit einem Thema zur Griechischen und Römischen Philosophie. Nach seiner Promotion reiste er durch Europa, wo er Archive und Bibliotheken in verschiedenen deutschen Städten (unter anderem Bonn und Wolfenbüttel), Breslau, Prag, Wien, Brüssel en Lüttich aufsuchte. Die Reise durch Europa ab Oktober 1843 war dabei teils eine Flucht vor Gläubigern auf Grund von Spielschulden. Am 6. Januar 1850 kam es zu einer Einigung mit den Gläubigern vor dem Amsterdamer Gericht, was die Rückkehr in die Niederlande ermöglichte. Im Jahr 1851 wurde er auf die Empfehlung von Johan Rudolf Thorbecke hin als Beamter des Nationaal Archief in Den Haag angestellt.
1864 wurde er zum assoziierten Mitglied der Königlichen Akademie der Wissenschaften und Schönen Künste von Belgien gewählt.
Bakhuizen van den Bring wurde vom Maler Jan Veth porträtiert. Sein Grab befindet sich auf dem Friedhof Oud Eik en Duinen in Den Haag.

## Kultur und Gesellschaft
Als Literaturkritiker und (Mit-)Gründer von De Gids führte er in den 1830er Jahren die moderne Literaturkritik in den Niederlanden ein. Er nahm Abstand von dem damals dominanten und konservativen Kulturnationalismus. Von der Kultur wurde erwartet, dass diese niederländische Traditionen pflegte, wie z. B. praktizierter Kirchgang, Bescheidenheit und Realitätssinn. In ästhetischer Hinsicht wurde die Kultur beurteilt aus dem Blickwinkel des Guten Geschmacks der klassizistischen Schule. Kunst war aus dieser Sicht Ausübung und Beherrschung von Technik. Originalität und Erneuerung waren keineswegs Qualitäten, die mit Kunst assoziiert wurden.
Bakhuizen stellte dem die moderne Literaturkritik gegenüber, in der Literatur nicht anhand von feststehenden Kulturstandards beurteilt wird. Maßstab sollte der Wert des Werkes in seiner eigenen Zeit, sowie die neuen Erkenntnisse über Mensch und Gesellschaft, die es liefert, sein. Er rief junge Autoren auf, nicht länger dem klassischen Standard zu folgen, sondern stattdessen einen persönlichen Stil zu entwickeln und dabei die moderne Zeit als Ausgangspunkt zu nehmen. Er verwies dabei auf die Verantwortung des Künstlers, die Wirklichkeit, die er antrifft, kritisch zu reflektieren und mit den eigenen Idealen zu konfrontieren. Dazu war es nötig, auch die zeitgenössische romantische und realistische Literatur aus dem Ausland zur Kenntnis zu nehmen.

## Moderne Philosophie
Als Universitätsdozent für Philosophie festigte Bakhuizen die Aufmerksamkeit auf die neuen philosophischen Strömungen des Idealismus und Neohumanismus in Deutschland. Friedrich Schleiermacher und Georg Wilhelm Friedrich Hegel waren seine größten Steckenpferde. Brakhuizen brach radikal mit der in den Niederlanden damals vorherrschenden christlichen Morallehre und stellte dieser eine wissenschaftliche und auf den individuellen Mensch und die Gesellschaft ausgerichtete Ethik gegenüber. Für diese neue Ethik bildete die Bibel nicht mehr den Ausgangspunkt, sondern wurden aus psychologischen und sozialen Einsichten in das Funktionieren von Menschen und Gesellschaft allgemeine Normen und Werte abgeleitet.

## Werke (Auswahl)
Zwischen 1854 und 1865 war Bakhuizen van den Brink verantwortlich für das Nationaal Archief in Den Haag.
- Disputatio literaria inauguralis continens varias lectiones ex historia philosophiae antiquae … apud H. W. Hazenberg et socios, Lugduni-Batavorum 1842, OCLC 717809390 (babel.hathitrust.org – Dissertation).
- mit Laurent Philippe Charles van den Bergh, Johan Karel Jakob de Jonge: Les Archives du royaume des Pays-Bas Recueil de documents inédits pour servir à l’histoire des Pays-Bas. M. Nijhoff, La Haye 1857, OCLC 794654378 (babel.hathitrust.org).
- De studietijd van R. C. Bakhuizen van den Brink door brieven toegelicht. Nederlands letterkundig museum en documentatiecentrum, ’s-Gravenhage 1969, OCLC 781546357 (dbnl.org – posthum).